# Mavka: Strážkyně lesa
Mavka: Strážkyně lesa (ukrajinsky Мавка. Лісова пісня) je ukrajinsko-anglický animovaný film z roku 2023 režírovaný Olegem Malamužem a Olexandrou Ruban. Je založen na motivech pohádkového dramatu z roku 1918 Lesní píseň od ukrajinské spisovatelky Lesji Ukrajinky, film čerpá inspiraci z ukrajinské a slovanské mytologie. Film měl premiéru na Ukrajině 2. března 2023.

## Děj
Nadčasový příběh o lásce, hudbě a boji za zachování přírody: Víla Mavka a Srdce lesa
Hluboké lesy, zahalené tajemstvím a nevyzpytatelnými záhadami, jsou svědky příběhu, který zasáhl srdce přírody. Tato pověstná pohádka nás zavede do lesní říše plné podivuhodných tvorů a vzácných okamžiků, kdy lidský svět spojí své osudy s kouzelným lesem.
V srdci této pohádky stojí nově zvolená strážkyně lesa, víla Mavka. Její poslání není lehké – chránit srdce lesa před zlem a zároveň udržovat rovnováhu mezi světem lesa a lidským světem. Nespornou částí této poutavé ságy je také mladý Lucas, vesnický kluk, jehož srdce bije pro hudbu a hru na flétnu.
Lucasova hudba zahraje klíčovou roli v tomto příběhu. Její kouzlo osloví vílu Mavku a její srdce, dosud neznámé citů, začne pulzovat. Láska mezi člověkem a lesní vílou však od samého počátku čelí mnoha výzvám. Příběh se stává složitějším s příchodem Kyliny, bezcitné a lakotné postavy, která se snaží ovládnout srdce lesa.
Kylinin cíl není jen získání bohatství, které slibuje lidem, ale skrývá temný záměr – ovládnout Srdce lesa a získat věčnou mládí a krásu. Klíčem k úspěchu je však víla Mavka, v této chvíli oslabená láska k Lucasovi. Odpoví Mavka výzvě a zachrání les před Kylinou?
V tomto poutavém příběhu se setkávají magický svět lesa a svět lidí. Příběh lásky, hudby a boje za přírodu je zároveň výzvou pro všechny.